# Рударева срећа
Рударева срећа познат и као Благо цара Радована је југословенски играни филм из 1929. године који је режирао Јосип Новак. Филм је сниман по мотивима приче о благу цара Радована, које се налазило у кањону реке Јерма.
Филм је један од најзначајнијих и ретко сачуваних филмова из тог периода, стручњаци Југословенске Кинотеке су реконструисали нову копију филма.
Глумица Љубица Вељковић Јовановић је у филму играла под псеудонимом Анита Мир.

## Радња
Група људи лута Влашком планином у потрази за благом и том приликом срећу оца са ћерком који су такође у потрази за благом. Тада се на први поглед двоје младих заљубљују једно у друго.

## Улоге
| Глумац               | Улога |
| -------------------- | ----- |
| Милутин Бата Николић |       |
| Анита Мир            | ћерка |
| Чедомир Пенчић       | Рудар |